# Β-Glukany
β-Glukany – organiczne związki chemiczne z grupy polisacharydów, będące jednymi ze składników błonnika pokarmowego. Stanowią składnik budulcowy ścian komórkowych drożdży, grzybów i zbóż.
Ich zawartość w suszonych borowikach szlachetnych wynosi ok. 0,4–0,6% suchej masy[niewiarygodne źródło?].

## Budowa i właściwości

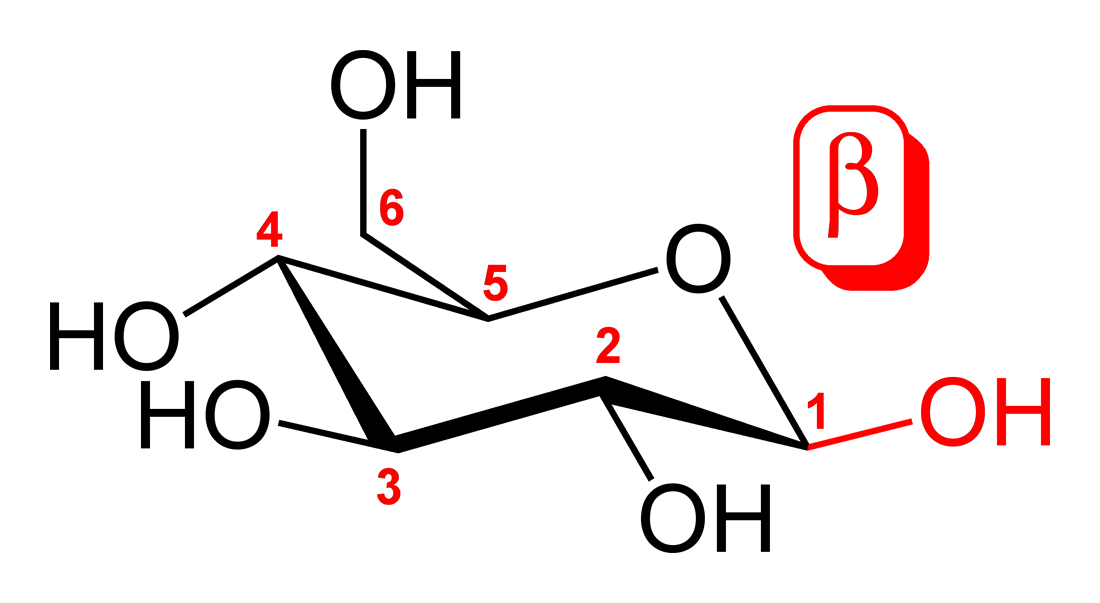
Anomer β D-glukozy

β-Glukany zbudowane są z jednostek D-glukozy połączonych wiązaniami β-glikozydowymi. W zależności od grupy hydroksylowej reszty glukozy tworzącej wiązanie z węglem anomerycznym występują różne izomery β-glukanów, np. celuloza jest β-1,4-glukanem. Wiele β-glukanów zawiera dwa typy wiązań glikozydowych i ma różne właściwości, np. izomer 1,3/1,6 jest nierozpuszczalny w wodzie i występuje m.in. w produktach piekarniczych. Z kolei izomer 1,3/1,4 jest rozpuszczalny w wodzie i jest obecny tylko w nieprzetworzonych produktach naturalnych, takich jak otręby z jęczmienia i owsa.
Izomer rozpuszczalny w wodzie (1,3/1,4) wykazuje silną aktywność biologiczną, m.in. powoduje obniżenie zawartości cholesterolu LDL we krwi i równoważy szczyt glukozy we krwi, a tym samym zapobiega występowaniu cukrzycy typu 2 oraz zmniejsza ryzyko wystąpienia choroby wieńcowej. Obniża również ciśnienie krwi[niewiarygodne źródło?].

## Występowanie
| Produkt                      | Zawartość β-glukanów w 100 g suchej masy |
| ---------------------------- | ---------------------------------------- |
| lentinan (twardnik japoński) | 220 mg                                   |
| grzyby z rodzaju Pleurotus   | 414 mg                                   |
| jęczmień                     | 2–20 g                                   |
| otręby owsiane               | 3–8 g                                    |
| żyto                         | 1,3–2,7 g                                |
| sorgo                        | 1,1–6,2 g                                |
| kukurydza                    | 0,8–1,7 g                                |
| pszenica                     | 0,5–1 g                                  |
| pszenżyto                    | 0,3–1,2 g                                |
| ryż                          | 0,13 g                                   |

1. ↑  Na 100 g części jadalnych.